# Rhagiops costulipennis
Rhagiops costulipennis là một loài bọ cánh cứng trong họ Cerambycidae.